# Nem mi találtuk fel
A nem mi találtuk fel egy társadalmi, kulturális vagy vállalati hozzáállás, ami kerüli már létező termékek, kutatási eredmények, szabványok, tudás befogadását idegen eredetük vagy költségük miatt. Kutatások szerint a külső ideákkal szemben gyakran erős az ellenérzés.
Okai különfélék lehetnek. Ezek közé tartozik a helyi gazdaság támogatása, ahelyett, hogy licencdíjakat fizetnének egy idegen tulajdonosnak, félelem a jogsértéstől, az idegen munka megértésének hiánya, féltékenység, egy tágabb küzdelem részeként, vagy azért, mert nem akarják elismerni az idegen munkáját. Társadalmi jelenségként diszkrimináció elutasítani egy ötletet vagy terméket csak azért, mert idegen.
A kifejezést rendszerint pejoratív értelemben használják.

## Definíció és magyarázat
A probléma a csoportgondolkodás eredményeként adódhat. A vedd meg, vagy csináld magad elve szerint költséget próbálnak megtakarítani, de ez nem mindig sikerült, sőt, többletköltséget okoz, többletmunkával jár és időbe is kerül. Pozitív eredménye lehet a résztvevők tapasztalatgyűjtése és a feladat jobb megismerése.
Dan Ariely idézi Mark Twain Some national stupidities című esszéjét, hogy ezzel hivatkozzon a probléma korábbi felismerésére. Ebben Mark Twain arról írt, hogy meglepően hosszú időbe telik, amíg ötleteket vesznek át különböző nemzetek egymástól. Ez nem korlátozódik egy nemzetre, hanem általános jelenség. Sőt, a hasznos ötleteknek makacsul ellen is állhatnak.
Dan Ariely szerint a NIH-szindróma egy alapvető állásfoglalás a külső tudással szemben. Különösen súlyos következményekkel jár, ha gazdasági szempontból lenne szükség az idegen újításra. Oka lehet az is, hogy az illető közösség járatlan a külső tudás megszerzésének módjában.
A megoldás nehéz, hiszen évek vagy hosszabb idő alatt berögződött magatartásmintát kell levetkőzni. Ezután azonban a belső energiák robbanásszerű felszabadulására lehet számítani.

## Példák
A NASA szervezetén belül a különféle szervezeti egységek idegenkedtek egymástól. Fontos, hogy a különböző csapatok és részlegek kicseréljék tudásukat, amelynek elmaradása gazdasági veszteséget, vagy akár életek elvesztését okozza, mint például az Atlas rakéta esetén is. Hasonló merülhet fel a védelmi minisztériummal együttműködve is.
Az Apollo-programban a különböző szervezeti egységek kommunikációja nem volt megfelelő. A felső vezetés ezt felismerve úgy döntött, hogy az űrhajósok védelme érdekében cselekednie kell. A kommunikáció segítésére újabb dolgozókat vettek fel, akiknek az a dolguk, hogy információt szállítsanak egyik részlegből a másikba. Ezt nem szerették és nem szeretik a kivitelezők, de ezzel javult a projektek megbízhatósága. Az információkat azonban nem mindig vették figyelembe, így a Skylab külső burkát az aerodinamikai részleggel való egyeztetés nélkül módosították, az eredmény pedig katasztrófa lett. A burok nem állt ellen az aerodinamikai erőknek, amikor átrepült a Föld atmoszféráján.
Az Apollo-programban alkalmazták még a programkiértékelő és elemző technikát is.

## Az informatikában
A programozásban a jelenségre gyakran az angol nevéből alkotott rövidítés alapján NIH szindróma néven utalnak. A tendencia a "kerék újrafeltalálása" felé mutat. Ennek is többféle oka lehet, az egyik, hogy a saját fejlesztések - a döntés meghozóinak véleménye szerint - megbízhatóbbak, jobban ellenőrzöttek, biztonságosabb, jobban testre szabott, olcsóbb, gyorsabban fejleszthetőbb, a teljes költség alacsonyabb, mint más megvalósítások használata. Egy másik ok a jogi, ugyanis így nem kell betartani az eredeti szoftver licencét, és nem kell fizetni érte. Ennek egy eszköze a tiszta tér fejlesztés.
A figyelemhiányos tinédzser antiminta, angolul "Cascade of Attention-Deficit Teenagers" (CADT) azt jelenti, hogy az egymást követő csapatok új kódot írnak. Az, hogy ez előfordul néha, még nem probléma, de ha rendszeres, akkor el kell gondolkodni azon, hogy ki mit csinál rosszul. Ez valószínűbb, ha az előző csapatból már senki sincs az új csapatban.
A jelenségnek több oka lehet. Ezek közül csak az egyik, hogy nem értik az előzőek munkáját, illetve nincs, aki bemutassa, elmagyarázza nekik. Egy másik a nem mi találtuk fel hozzáállás. A kaszkád a tendenciát jelzi, ami inkább hosszú távú projektekben fordul elő. A projekt többszörös újraíráson megy keresztül, miközben a csapatok nem tanulnak egymástól, és újra és újra elkövetik azokat a hibákat, amik miatt az újraírást választották.
A kifejezés egy változatát Jamie Zawinski alkotta meg, a GNOME ablakozó felület fejlesztéséből okulva a 2000-es évek elején. Alex Papadimoulis egy hasonló kifejezést alkotott: mi találtuk fel, de más is feltalálhatja, angolul "Invented Here, But Let's Reinvent It Anyway" (IHBLRIA) és ez 2004-ben a The Daily WTF-ben.

## Fordítás
Ez a szócikk részben vagy egészben  a   Not invented here című angol Wikipédia-szócikk ezen változatának fordításán alapul.  Az eredeti cikk szerkesztőit annak laptörténete sorolja fel. Ez a jelzés csupán a megfogalmazás eredetét és a szerzői jogokat jelzi, nem szolgál a cikkben szereplő információk forrásmegjelöléseként.
Ez a szócikk részben vagy egészben  a   Not-invented-here-Syndrom című német Wikipédia-szócikk ezen változatának fordításán alapul.  Az eredeti cikk szerkesztőit annak laptörténete sorolja fel. Ez a jelzés csupán a megfogalmazás eredetét és a szerzői jogokat jelzi, nem szolgál a cikkben szereplő információk forrásmegjelöléseként.